# Моторизованная инженерная бригада
Моторизованная инженерная бригада — форма организации инженерных войск Красной Армии во время Великой Отечественной войны. Существовало два типа моторизованных инженерных бригад, которые различались штатной структурой, предназначением и возможностями. В военной литературе и боевых документах для обозначения бригады применялись сокращения «мибр», «минжбр».

## Моторизованная инженерная бригада Резерва Верховного Главнокомандования
Всего во время войны было сформировано 14 бригад, которые были переданы действующим фронтам. В состав каждой бригады входили:
- управление бригады — 36 человек (штат № 012/180);
- рота управления — 86 человек (штат № 012/181);
- 3 моторизованных инженерных батальона по 313 человек (штат № 012/182);
- батальон электрозаграждений — 259 человек (штат № 012/183);
- рота спецминирования — 129 человек (штат № 012/184);
- медико-санитарный взвод — 16 человек (штат № 012/152).

Общая численность бригады составляла 1465 человек.
1-я гвардейская моторизованная инженерная бригада РВГК имела штат большей численности.
После окончания войны все бригады были расформированы или переформированы в бригады других типов.

## Моторизованная инженерная бригада танковой армии
Моторизованная инженерная бригада танковой армии имела более компактную структуру, повышенную мобильность и предназначалась для инженерного обеспечения действий танковой армии в ходе наступления. Всего летом 1944 года было сформировано 6 бригад, по одной для каждой танковой армии.
В состав каждой из них входили:
- управление бригады — 75 человек (штат № 012/207);
- 2 моторизованных инженерных батальона по 313 человек (штат № 012/182);
- моторизованный понтонно-мостовой батальон — 479 человек (штат № 012/81);

Общая численность бригады составляла 1180 человек.
После окончания войны все они были переформированы в бригады других типов.

## Источник
Г. В. Малиновский. Бригады инженерных войск Красной Армии 1941—1945 гг. / Под общей редакцией Н. И. Сердцева. — М.: Издательство Патриот, 2005. — 296 с. — ISBN 5-7030-0924-3.